# Фермионная струна
Фермионная струна (спиновая струна) — основной объект исследования теории струн, он также присутствует в моделях в физике конденсированных сред.

Термин возник в 1970-х, как результат введения фермиевских степеней свободы в протяжённый объект − струну.
Наиболее оптимальным способом введения фермионов в теорию струн является суперсимметрия. Однако исторически понимание суперсимметрии возникло позже, поэтому на физическую сцену в начале 1970-х вышла алгебра Рамона. В то время задача стояла устранить метастабильный тахион из спектра бозонной струны. Так возникла модель Рамона-Нэвьё-Шварца (R-N-S). Это довольно непростая модель, так как содержит в себе нетривиальные граничные условия на основные переменные, а также нетривиальные фермион-бозонные осцилляторы со странной чередующейся квантовой статистикой (что в общем через 10 лет стало понятно, в связи с конформной теорией поля).
Как бы то ни было спиновая струна была построена, а также удалось получить бозон-фермионный спектр данной модели. Так как здесь уже присутствовала, хотя и в не очень понятной форме суперсимметрия, то тот же способ получить физическое пространство, свободное от духов, привел к новой критической размерности D=10, и по прежнему в одном из секторов модели струна была нестабильна в вакуумной конфигурации.
То есть от тахиона не удалось устраниться. В 1977 году Глиоцци, Шерк и Олив, заметив чередование осцилляторных мод в этой модели ввели специальную проекцию (GSO). И, вообще говоря, создали настоящую суперструну, — в пространственно-временном смысле.
На сегодняшний день спиновая струна (квантовый мультилокальный функционал, зависящий только от фермиевских переменных) рассматривается только лишь в рамках суперсимметрии, что следует из предположения, что спин не является классическим понятием. Однако, в последнее время представление спина, как грассмановой переменной, может дать ненулевые классические величины квантовых средних. А также интересны исследования в ТКС.